# День святой Люсии
День святой Люсии (День святой Люции, швед. Lucia, фин. Lucian päivä, англ. Saint Lucia’s Day, чеш. Památka svaté Lucie, хорв. Dan Sv Lucije) — праздник, отмечаемый 13 декабря в католических и протестантских странах.

## История
Считается, что название праздника связано с мученицей из Сиракуз — святой Люсией, ослеплённой и убитой за веру в Христа. Однако существует легенда, что некая Люсия жила в Средневековье и была женой шведского рыбака. Однажды её муж отправился в море, но разыгралась буря. Нечистая сила, гулявшая по Земле в эту ночь, погасила маяк, и тогда Люсия вышла на высокую скалу с фонарём, чтобы освещать любимому дорогу к причалу. Черти разозлились, напали на женщину и отрезали ей голову. Но даже после смерти её призрак стоял на скале с фонарём.

## В Северной Европе

### Как замена Святого Николая и Иисуса
В Швецию обычай наряжать Люсией маленькую девочку пришёл из Германии. Там в XVI—XVII веках, во времена запрета культа святых и особенно Святого Николая, на Рождество появилась идея заменить доброго старика на младенца Иисуса, которого изображала девочка в белом платье. Традиция не укоренилась в Германии, зато проникла в Швецию. В XVIII—XIX веках обычай установился на более ранний день святой Люсии, и главным героем вместо Иисуса стала именно она. В 1927 году было проведено первое шествие Люсии в столице — Стокгольме.

### В наши дни

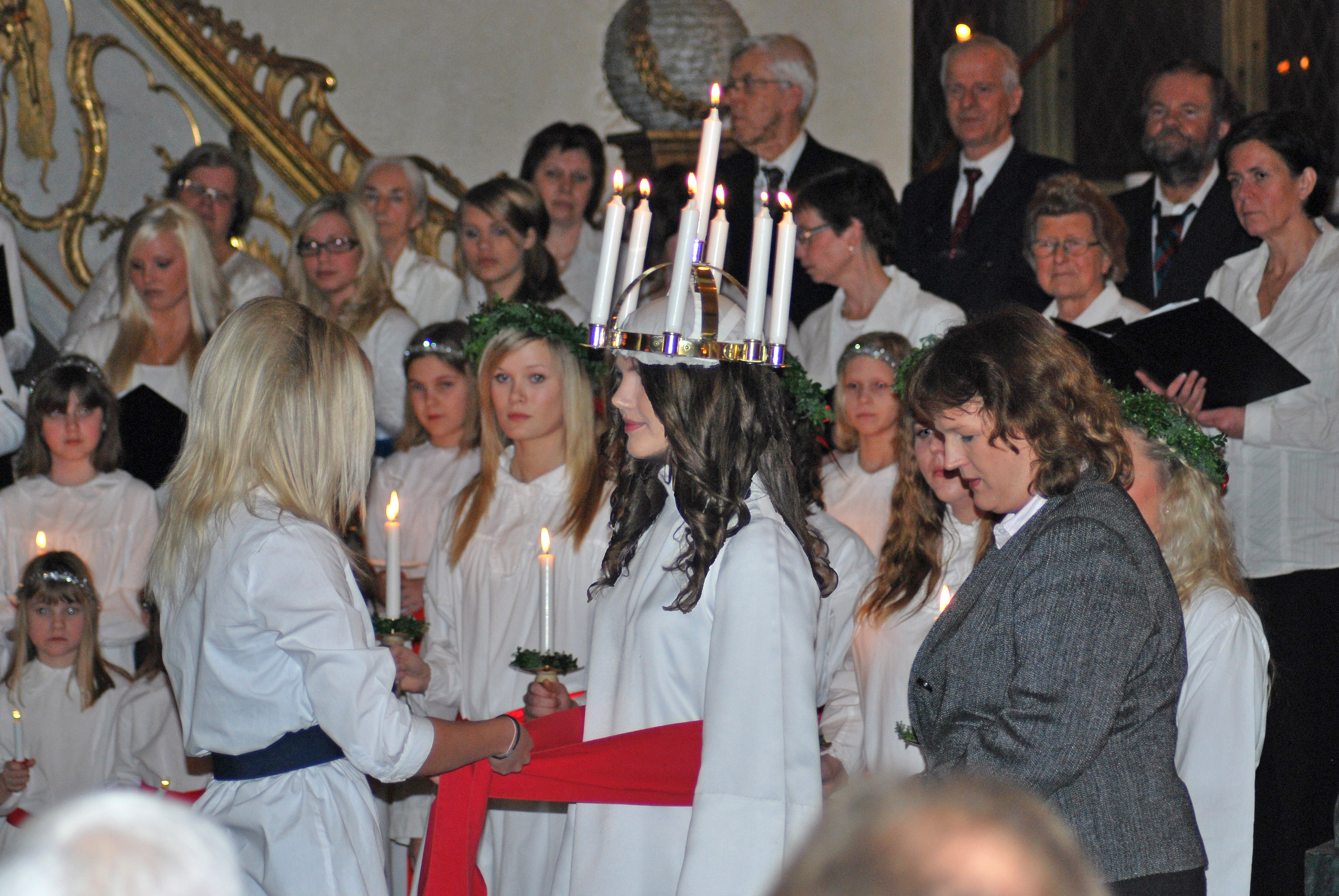
Коронование Люсии в Швеции

В день святой Люсии в Стокгольме и Хельсинки проходит церемония выборов и коронации Люсии, которую наряжают в белое платье и надевают венок из горящих свечей, после чего начинается торжественное карнавальное шествие ряженых детей. Шведская коронация проходит в национальном музее Скансен, а финская — в главном соборе Хельсинки. Наряд «королевы праздника» символичен: белое платье обозначает невинность и чистоту, красный пояс, которым оно подпоясано — мученическую смерть, венок — нимб, символ святости, а горящие свечи — свет. В каждой школе также выбирают свою Люсию и устраивают праздники с пением традиционных гимнов.

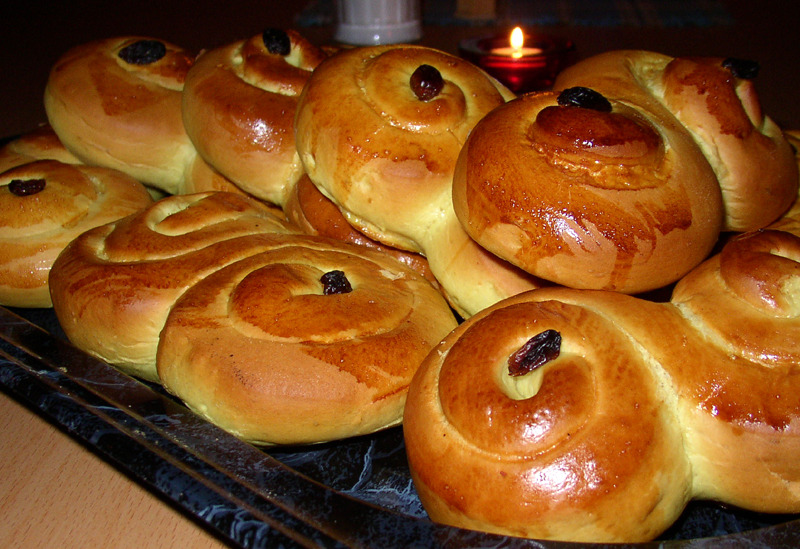
Шафранные булочки

### Праздничный стол
В Швеции этот праздник отмечается дома, где главную роль обычно исполняет младшая дочь в семье, которая угощает родителей, братьев и сестёр традиционными шафранными булочками и кофе. После этого песнями будят тех, кто ещё не встретил Люсию — и чаще всего это отец семейства.
Излюбленное блюдо — шафранные булочки с изюмом, имеющие форму восьмёрки со спиралевидными концами, которые запивают кофе, глинтвейном или даже рождественским пивом. Некоторые пьют юлмуст.

### Гимны и песни

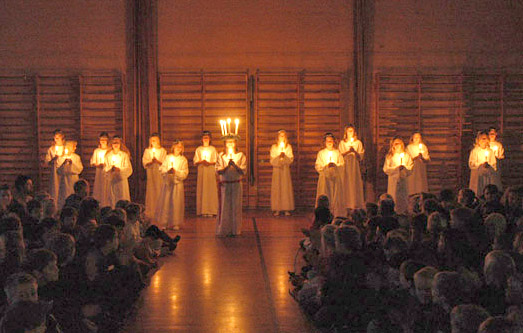
Праздник в Дании

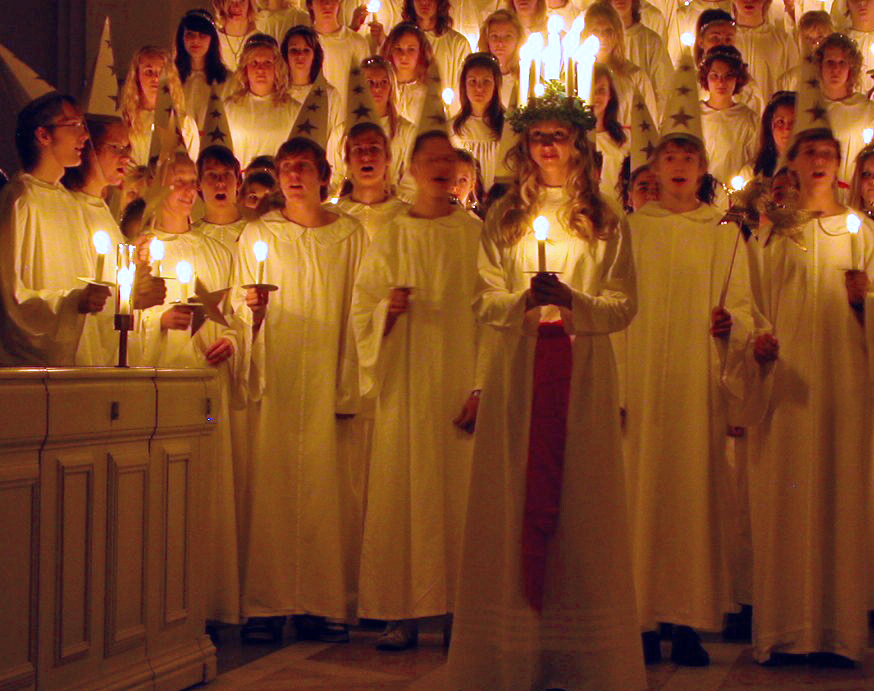
Праздник в Швеции

В Швеции во время праздника звучат многие песни, посвящённые Люсии. Одной из самых известных является «Санкта-Люсия» (музыка Теодоро Коттрау, слова Сигрид Эльмблад):
Санкта Люсия,

В чудном мерцаньи,

В зимнюю ночь дари

Света сиянье!

Нас унося в мечтах,

Словно на крыльях,

Вспыхнет твоя свеча,

Санкта Люсия.

Нас унося в мечтах,

Словно на крыльях,

Вспыхнет твоя свеча,

Санкта Люсия.

В белом ты к нам вошла,

Дева святая,

О Рождестве Христа

Напоминая.

Нас унося в мечтах,

Словно на крыльях,

Вспыхнет твоя свеча,

Санкта Люсия.

Нас унося в мечтах,

Словно на крыльях,

Вспыхнет твоя свеча,

Санкта Люсия.
Оригинальный текст (швед.)Natten går tunga fjät 

Runt gård och stuva. 

Kring jord som sol förlät, 

Skuggorna ruva. 

Då i vårt mörka hus, 

Stiger med tända ljus, 

Sankta Lucia, 

Sankta Lucia. 

Då i vårt mörka hus, 

Stiger med tända ljus, 

Sankta Lucia, 

Sankta Lucia.

Natten var stor och stum. 

Nu hörs det svingar, 

I alla tysta rum, sus som av vingar. 

Se på vår tröskel står 

Vitkläd, med ljus i hår, 

Sankta Lucia, 

Sankta Lucia. 

Se på vår tröskel står 

Vitkläd, med ljus i hår, 

Sankta Lucia, 

Sankta Lucia.

"Mörkret skall flykta snart 

Ur jordens dalar." 

Så hon ett underbart 

Ord till oss talar. 

Dagen skall åter gry, 

Stiga ur rosig sky, 

Sankta Lucia, 

Sankta Lucia. 

Dagen skall åter gry, 

Stiga ur rosig sky, 

Sankta Lucia, 

Sankta Lucia.

## У славян
Чехи считают святую защитницей от ведьм. В Моравии считается, что для защиты от ведьм надо с этого дня и до Рождества сжигать в камине по одному полену. Особенно чтили праздник женщины и девушки: в этот день нельзя было стирать и прясть. В Валахии даже прялки убирали на чердак.
В хорватской Далмации и Славонии в этот день принято детям дарить подарки. На острове Зларин дети кладут носки под подушку перед сном, ожидая, что св. Люсия принесёт подарки. Непослушные дети в носке находят уголёк, дети, которые хорошо вели себя в прошедшем году, получают сушёный инжир, миндаль, грецкие орехи, яблоки или конфеты. В северо-западной Хорватии в этот день хозяйки пекут пресный кукурузный хлеб, который все члены семьи должны съесть, чтобы в хозяйстве всё ладилось и не болела скотина. В Джяково ряженая в белое «баба Луца» (хорв. baba Luca) носила горячие угли, чтобы обжечь пальцы непослушным детям, и особенно любила наказать девушек, которые ещё не научились ткать. С этим днём также связан обычай гадать.
В Польше в день св. Люции срезали в саду ветви яблони, ставили их в воду или втыкали в мокрый песок около печи. Если они расцветали до Рождества — это предвещало хороший урожай. Девушки срезали ветки вишни: в одних районах Польши расцветшая к рождеству ветка обещала девушке замужество, в других была как бы свидетельством её целомудрия.